# Bitwa pod Quiberon (1795)
Bitwa pod Quiberon – starcie zbrojne, które miało miejsce w dniach od 23 czerwca do 21 lipca 1795 roku podczas wojny Francji z pierwszą koalicją. Bitwa zwana jest także francuską inwazją, lądowaniem Rojalistów na Quiberon lub francuską ekspedycją.
W okolicy przylądka Quiberon doszło do lądowania wojsk Rojalistów w celu wsparcia powstania Szuanów i wandejskiego. Lądowanie rozpoczęło się 23 czerwca i zostało ostatecznie odparte 21 lipca. Celem ekspedycji było doprowadzenie do powstania w całej zachodniej Francji, co miało zdławić francuską rewolucję, przywracając we Francji monarchię.
Ludwik XVIII i hrabia d'Artois podzielili między siebie obszary działań Rojalistów - Ludwik wziął na siebie działania polityczne oraz obszar od Alp po Pireneje (wraz z Lyonem), a hrabia zachodnie prowincje (Wandea, Bretania, Normandia). Decyzją hrabiego naczelnym wodzem w Bretanii został Joseph-Geneviève de Puisaye, co było dobrym wyborem, gdyż de Puisaye obdarzony był talentem militarnym i jednocześnie posiadał dyplomatyczne doświadczenie.

## Przygotowania
Grając angielską kartą Joseph de Puisaye stanął na czele wyprawy na Quiberon. W tym samym czasie w Paryżu działała w imieniu Ludwika XVIII liga Rojalistów. Organizacja ta miała swego przedstawiciela w Londynie, poprzez którego próbowano podkopać pozycję Josepha de Puysaye, zanim ekspedycja doszła do skutku. Wysłano nawet posła, hrabiego d'Hervilly, który otrzymał dziwne rozkazy, których celem było osłabienie pozycji de Puisaye'a, a nawet twierdzenie, że to nie jest ten de Puisaye, który otrzymał naczelne dowództwo nad wyprawą.
Początkowo wybrany cel wyprawy, czyli Bretania, nie był akceptowany przez znaczną część uczestników. Wielu emigrantów wolałoby rozpocząć inwazję od Wandei - reprezentował ich François de Charette, który w miejsce Josepha de Puisaye zaproponował siebie jako dowódcę wyprawy. Wybrano ostatecznie lądowanie w okolicach skalistego przylądka Quiberon, i to pomimo wielu związanych z tym niedogodności. Przylądek ten był wąskim kawałkiem lądu, otoczonym licznymi mieliznami utrudniającymi dostęp do brzegu.
Postanowiono, że część emigrantów będzie w czerwonych brytyjskich mundurach, co miało zmienić nieprzychylne nastawienie mieszkańców Bretonii do żołnierzy brytyjskich. Było to mało przemyślane, gdyż ubranie uczestników wyprawy w znienawidzone w Bretanii mundury angielskie mogło wzbudzić nieufność miejscowej ludności i powstańczych oddziałów.
Pomimo faktu, że Joseph de Puisaye działał w jego imieniu, hrabia d'Artois nie znał daty ekspedycji. A właśnie Rojaliści z zachodniej części Francji teoretycznie podlegali hrabiemu d'Artois.

## Wyprawa

### Przeprawa przez morze
23 czerwca dwie eskadry złożone z 9 okrętów wojennych (w tym 3 liniowce i 2 fregaty) i 60 transportowców (wiozących dwie dywizje Rojalistów liczące 3 500 żołnierzy, a obok tego karabiny, mundury, obuwie, żywność i inne zaopatrzenie dla armii liczącej 40 000 żołnierzy) wypłynęły pod wodzą admirałów Alexandra Hooda i Johna Warrena.
Na wieść o pojawieniu się brytyjskich okrętów eskadra francuska de Joyeuse'a opuściła Brest i 23 czerwca 1795 zaatakowała eskadrę Warrena w pobliżu wysepek Îles des Glénan, jednak zmuszona została do pospiesznego odwrotu w kierunku Groix, tracąc w bitwie trzy okręty liniowe. W starciu tym stracił oko Charles Alexandre Léon Durand de Linois. Od tego momentu Brytyjczycy nie byli już niepokojeni aż do końca wyprawy.

### Podziały
Brytyjskie eskadry z inwazyjnymi wojskami Rojalistów zakotwiczyły w pobliżu przylądka Quiberon 26 czerwca 1795 roku i przystąpiły do wyładunku żołnierzy i zaopatrzenia. W tym samym czasie Louis Charles d'Hervilly okazał swój list z nominacją na dowódcę ekspedycji. Doszło więc do sporu odnośnie do naczelnego wodza wyprawy. W związku z tym pojawiły się też bardzo poważne różnice w zamierzeniach - Puisaye chciał wykorzystać element zaskoczenia i natychmiast ruszyć do ataku, by wspomóc siły Rojalistów w zachodniej Francji, podczas gdy d'Hervilly zakwestionował wartość planów taktycznych tego Puisaye'a. Zarzucił mu przecenianie wartości bojowej bretońskich szuanów, których uważał za siły niezdyscyplinowane i niezdolne do stawienia czoła wojskom regularnym w otwartej bitwie, więc domagał się pozostania na Quiberon i ufortyfikowania półwyspu zamiast marszu w głąb lądu. Zbudowane na miejscu fortyfikacje miały stworzyć bazę do dalszych działań, dając szansę na utrzymanie zdobytego przyczółka do chwili przybycia posiłków.
Różnice między oponentami były nie tylko strategiczne, ale także polityczne - Puisaye był byłym Żyrondystą, pragnącym monarchii konstytucyjnej, podczas gdy d'Hervilly chciał odtworzenia monarchii absolutnej. Cały dzień został stracony na spory na tym tle - posłano nawet kuriera do Londynu, by ostatecznie ustalić, kto dowodzi ekspedycją. Hervilly w końcu ustąpił, jednak swoją postawą przyczynił się do spadku ducha bojowego w szeregach emigrantów, którzy liczyli na szybką akcję z zaskoczenia i byli zdumieni niezgodą dowódców. Również przyprowadzeni w okolice wyspy przez Georges’a Cadoudala szuanie zaczęli podejrzewać, że zostali wciągnięci w pułapkę, a ten niepotrzebny dzień zwłoki potwierdził ich obawy, drastycznie obniżając ich morale. W końcu udało się jednak zgrupować siły i ruszyć w stronę Brestu. Zwłoka pozwoliła jednak skoncentrować się wojskom rewolucyjnym (armée des côtes de Brest).

### Rozładunek
Rankiem 27 czerwca, gdy wypogodziło się po dwóch mglistych dniach, siły rewolucyjne dostrzegły angielskie okręty w zatoce Quiberon. Z twierdzy Penthièvre przesłano do Quiberon sygnał o lądowaniu znacznych sił. Angielska fregata obrała kurs na wschodni punkt wyspy Belle Île, natomiast angielski bryg i kuter obrały kurs na zachodni punkt wyspy. Do pierwszej fregaty wieczorem dołączyła druga fregata, która także zakotwiczyła przy wschodnim punkcie wyspy. Rozpoczęła się blokada wyspy Belle Île. Komodor Clisson wezwał wyspę Belle Île do oddania się pod protekcję króla Anglii Jerzego III i uznania Ludwika XVII.
Następnie Anglicy 28 czerwca wysadzili pod Carnac 8 000 żołnierzy. Desant przebiegał bez zakłóceń, gdyż garnizon Auray został pokonany przez Szuanów, którzy zdobyli także Carnac, Landévant i Locoal-Mendon, opanowując wybrzeże dla Rojalistów.
Drogę na północ wyspy blokowała twierdza Penthièvre, zwana przez żołnierzy wojsk rewolucyjnych Sans-culotte. Twierdzy broniło 700 żołnierzy z 41 liniowego regimentu piechoty (41e regiment d'infanterie de ligne), którzy po nieznacznym oporze skapitulowali 3 lipca. Wbrew nadziejom Anglicy nie spotkali się z oczekiwanym masowym napływem ochotników, chociaż wsie, zdominowane przez szuanów, były dość pozytywnie nastawione do całej akcji.
Następnie wojska przybyłych Rojalistów nawiązały kontakt z Szuanami. Dowództwo nad połączonymi siłami objął Joseph de Puisaye.

### Kontratak wojsk rewolucyjnych
Podziały w dowództwie Rojalistów były bardzo na rękę Republikanom, gdyż dzięki nim wysadzone na ląd oddziały pozostawały w stanie rozproszenia. Na przykład znajdujący się pod Vannes Hoche, który maszerował na Quiberon, miał tylko 2000 żołnierzy, jednak jego pilne wezwania o posiłki sprawiły, że 4 lipca miał już armię w sile 13 000 żołnierzy, czemu nie przeszkodzili nawet działający na terenie Bretonii Szuani. Aimé du Boisguy, który z 5 000 żołnierzy znajdował się w Ille-et-Vilaine, mógł zatrzymać pochód Hoche'a, lecz nawet nie został poinformowany o lądowaniu wojsk Rojalistów, toteż jego oddziały starły się z oddziałami Hoche'a jedynie w kilku drobnych potyczkach.
W dniu 5 lipca doszło do starć w okolicach Landevant i Auray, gdzie wojska Hoche'a pobiły oddziały Szuanów którymi dowodzili Vauban i Bois-Berthelot. Szybki marsz Republikanów całkowicie zaskoczył dowództwo desantu.
Tak więc Lazare Hoche dotarł bez większych przeszkód do Quiberon, w wyniku czego 6 lipca odzyskał Carnac, a 7 lipca panował już nad niemal całym półwyspem. Dywizje Szuanów, działające przed pozycjami Josepha de Puisaye'a, zostały starte, zanim zdążyły połączyć się z dywizjami Rojalistów. Ponieważ hrabia d'Hervilly nie wsparł ich w odpowiednim czasie, pierścień wojsk republikańskich, pomimo gwałtownych ataków, nie mógł być rozerwany.

### Reakcja Rojalistów
W dniu 10 i 11 lipca Rojaliści przystąpili do realizacji planu przełamania linii wojsk republikańskich. W związku z tym 2 kolumny szuanów – jedna licząca 2 500 żołnierzy pod wodzą Latinvy'ego i Jean Jana oraz druga licząca 3 500 żołnierzy pod wodzą Tinténiaca i Cadoudala - załadowane zostały na brytyjskie okręty i wylądowały pod Sarzeau. Szuani ubrani w brytyjskie mundury mieli zaatakować Republikan od tyłu. Ten plan jednak nie powiódł się, gdyż pierwsza kolumna uległa rozproszeniu, natomiast druga, choć gotowa była do ataku, po napotkaniu kawalera Charlesa de Margadela z wieściami z Paryża o nowym desancie w okolicach Saint-Brieuc, wbrew radom Cadoudala ruszyła na Côtes-d’Armor.
Okazało się, że nie było żadnego desantu z posiłkami, a sam Tinténiac zginął w zasadzce 17 lipca, w której poległo ponadto kilkunastu szuanów. Rozzłoszczeni tą sytuacją szuani zrzucili brytyjskie mundury i unikając wojsk republikańskich wrócili do swych domów.
W międzyczasie, w dniu 15 lipca, dodatkowych 2000 żołnierzy dowodzonych przez de Sombreuila wylądowało w Quiberon i wzmocniło siły Rojalistów. Wojska te, a następnie Szuani, ruszyli do kolejnej ofensywy, jednak zostali odparci. Straty Rojalistów wzrosły do 1500 zabitych, wśród nich śmiertelnie ranny w ataku Louis Charles d'Hervilly.

### Szturm na Quiberon

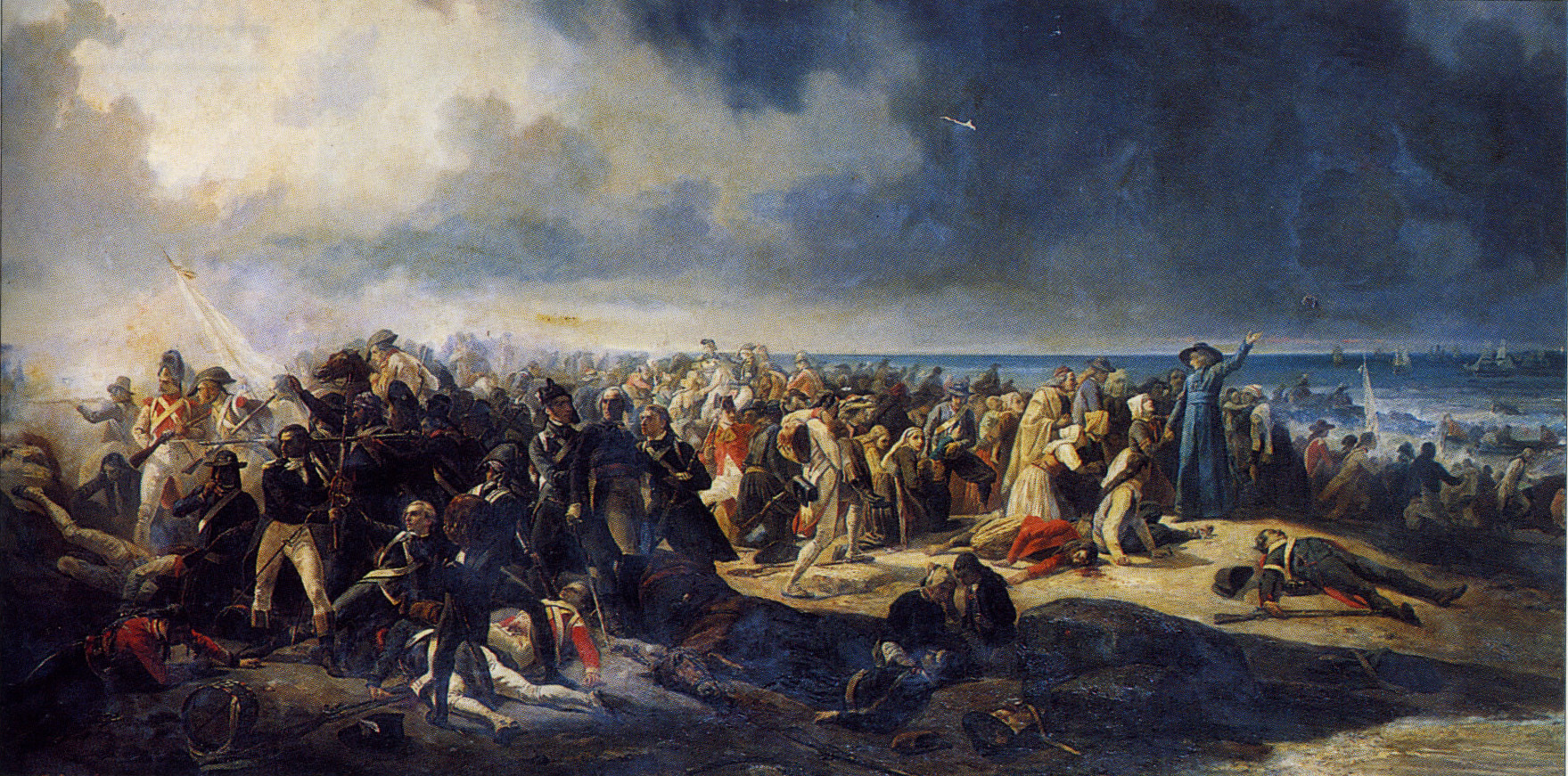
Combat de Quiberon en 1795, Jean Sorieul

Pomimo gwałtownej burzy i obecności dział brytyjskich okrętów Lazare Hoche wydał 20 lipca rozkaz do decydującego natarcia na fort de Penthièvre i jego liczący 4000 żołnierzy garnizon. Jednak republikańscy jeńcy przywiezieni jako część sił Rojalistów, zdradzili, wymordowali wielu obrońców i oddali fort w ręce Hoche'a. Zginęło co najmniej 3000 obrońców twierdzy.
Następnie brytyjskie okręty otworzyły ogień, a ich pociski raziły bez różnicy Rojalistów, Republikanów i ludność cywilną. Joseph de Puisaye ocenił sytuację jako beznadziejną i rozkazał, by załadować ocalałych Rojalistów na flagowy okręt admiralski. Pragnął w ten sposób ograniczyć rozmiary klęski, za co później oskarżony został o ucieczkę z pola bitwy dla ratowania własnego życia. Brytyjskie łodzie wiosłowe ewakuowały 2500 Szuanów.
Tylko Sombreuil i jego żołnierze, osaczeni na swych pozycjach, stanęli na drodze idących naprzód wojsk republikańskich, stawiając im ostatni opór. Rankiem 21 lipca Hoche i Sombreuil rozpoczęli negocjacje w wyniku których Rojaliści skapitulowali. Prawdopodobnie ceną kapitulacji była obietnica, że życie wziętych do niewoli żołnierzy Rojalistów będzie oszczędzone.

## Egzekucja Rojalistów
Do niewoli dostało się 6332 Szuanów i emigrantów wraz z członkami ich rodzin. Lazare Hoche obiecał ustnie, że wszyscy traktowani będą jak typowi jeńcy wojenni, ale obietnicy nie dotrzymał. Kobiety i dzieci wypuszczono kilka dni po bitwie, jednak żołnierze oskarżeni zostali przez komisarza Jeana-Lamberta Talliena. Wojskowy trybunał skazał markiza de Sombreuil oraz 750 jego towarzyszy na rozstrzelanie w Auray. Spośród skazanych 430 było szlachcicami, w tym wielu służących we flocie wojennej Ludwika XVI. Miejsce rozstrzelania znane było pod nazwą Champ des martyrs (obóz męczenników), a rozstrzelani pogrzebani byli tam do 1814 roku. W 1829 roku na miejscu egzekucji postawiona została kaplica ekspiacyjna w formie świątyni.
Później osądzono jeszcze 952 osoby, które otrzymały wyroki więzienia.